# Свети Йоан Предтеча (Айдонохори)
„Свети Йоан Предтеча“ (на гръцки: Τιμίου Προδρόμου) е православна манастирска църква в нигритското село Айдонохори, Гърция, част от Сярската и Нигритска епархия. Манастирът, разположен западно от селото, е зависим от светогорския Кутлумуш. Католиконът представлява еднокорабен храм, строен според писмените източници между 1843 и 1849 година. В зидарията има архитектурни елементи от елинистически сгради. Във вътрешността са запазени богати стенописи от XIX век. Камбанарията е построена в 1864 година.
В 1994 година храмът е обявен за защитен паметник на културата.